# Лос Пепес
Лос Пепес (ісп. Los Pepes), назва, що походить від іспанської фрази ісп. "Perseguidos por Pablo Escobar" ("Переслідувані Пабло Ескобаром"), являла собою  групу людей, що прагнула помститися Пабло Ескобару. Вони вели війну проти Медельїнського картелю на початку 1990-х, яка закінчилася 1993 року після смерті Ескобара. 

## Історія

### Зв'язки з владою
Існують думки, що Лос Пепес мав зв’язки з посадовцями колумбійської національної поліції, особливо з пошуковим блоком (Bloque de Búsqueda), з яким вони обмінювалися інформацією з метою здійснення своєї діяльності проти Ескобара. Згідно з документами, оприлюдненими для громадськості 2008 року ЦРУ, "генеральний директор Національної поліції Колумбії Міґель Антоніо Ґомес Паділья заявив, що він скерував старшого розвідника національної поліції для підтримки контакту з Фіделем Кастаньо, лідером воєнізованих сил Лос Пепес для збору розвідданих".

### Операції
Зважаючи на те, що головною метою Лос Пепеса було вбивство Ескобара, вони діяли так само, як Медельїнський картель діяв проти їхніх ворогів: убивав усіх, хто мав хоч будь-який стосунок до Пабло Ескобара, наприклад, охоронців, бухгалтерів чи юристів, безпосередньо загрожуючи друзям та родині Ескобара. Вони брали участь у руйнуванні двох маєтків, які належали Гермільді Ґавіріа (матері Ескобара). Для них було притаманне використання вибухівки під час атак. 

### Після смерті Ескобара
Після того, як Ескобара було вбито під час боїв з Пошуковим блоком в 1993 році, кілька їхніх лідерів врешті-решт перейшли до лідерів національного воєнізованого альянсу в Колумбії, Об'єднаних сил самозахисту Колумбії (AUC), воєнізованого загону смерті, який було сформовано не лише з метою боротьби з картелем, але й Революційними збройними силами Колумбії (FARC), марксистською партизанською групою. Брати Кастаньо (Карлос 1965–2004, Вісенте і Фідель, які зникли безвісти в 1994 році) були засновниками кількох воєнізованих груп і рушійною силою створення AUC. 
Ще один член Лос Пепеса, Дієго Мурільо Бехарано, відомий як " Дон Берна ", врешті став генеральним інспектором AUC, а також ватажком Картелю Енвігадо. 
Інститут політичних досліджень США шукає детальну інформацію про зв'язки ЦРУ та УБН з ЛосПепес. Вони подали позов до суду, що ґрунтується на Законі про свободу інформації 1966 року проти ЦРУ. Цей позов призвів до розсекречення тисяч документів ЦРУ, а також інших агентств США, включаючи Державний департамент, Управління боротьби з наркотиками, Оборонну розвідувальну агенцію та Берегову охорону США. Ці документи були оприлюднені на вебсайті Pepes Project.  

## У культурі
В книзі Марка Боудена "Вбивство Пабло" висвітлюються деякі операції Лос Пепес та описуються деякі форми співпраці та підтримки, які група нібито отримувала від представників колумбійської національної поліції.
Лос Пепес фігурує у другому сезоні телевізійного серіалу Netflix Нарко.

## Дивись також
- Пабло Ескобар
- Медельїнський картель
- Селянські самозахисники Кордоби та Ураби
- Об'єднані сили самооборони Колумбії

## Зовнішні посилання
- Pepes Projec [Архівовано 18 вересня 2017 у Wayback Machine.]